# 함흥군
함흥군(咸興郡)은 오늘날 함흥시, 함주군 지역에 존재했던 옛 행정 구역이다.

## 역사
대한제국과 일제강점기에는 함경남도에 속했다. 1930년 함흥군 함흥면이 함흥부로 승격되면서, 함흥군은 함주군으로 개칭되었다.

## 참고 문헌
- 〈함흥시〉. 《한국민족문화대백과사전》. 한국학중앙연구원.
- 〈함주군〉. 《한국민족문화대백과사전》. 한국학중앙연구원.
- 〈흥남시〉. 《한국민족문화대백과사전》. 한국학중앙연구원.